# 神奈川県旗
神奈川県旗（かながわけんき）は、日本の都道府県の一つ、神奈川県の旗。本項では、旗に図示されている神奈川県章（かながわけんしょう）や県旗に関連する各種の旗についても併せて解説する。

## 概説

雇馬車旗章

神奈川県では1873年（明治6年）11月14日に「神奈川県雇馬車ニ設立スル小旗」として赤地に左上から右下へ3本の白線を引いた旗を定めたが、この旗は神奈川県雇用馬車が用いる標章に過ぎず一般に馴染みのあるものではなかった。
現行の県章は一般公募で寄せられた案を基にデザインされ、1948年（昭和23年）11月4日の県告示により制定された。著作権法の規定で1999年（平成11年）1月1日よりパブリックドメインになっている。漢字の「神」を左右対称に図案化したものである。

## 県旗以外の旗
神奈川県では県旗の他、用途に応じて使い分ける複数の旗が存在する。

### 国体旗
国体の県選手団は白地に赤い県章をカントンとして左上に小さく配置し、その下に楷書体で大きく「神奈川」と県名を表記した国体旗を使用している。

### シンボルカラー旗
1978年（昭和53年）に県のイメージカラー「かながわブルー」を制定したことを記念し、シンボルカラー旗を制定した。
制定当初のデザインは青地に県鳥のカモメを白抜きでカントンとして配置し、その下にローマ字で「KANAGAWA」と県名を表記したものであった。現行の旗は1992年（平成4年）に改訂されたもので、旧デザインよりも地色の青を暗くしてカモメを中央に大きく配置し「KANAGAWA」を右下に斜体で表記するようになっている。